# 박재홍 (1903년)
박재홍(1903년 1월 18일~1979년 6월 28일)은 대한민국의 정치인이다. 제3대 국회의원을 지냈다.

## 역대 선거 결과
|  | 22.34% |

|  | 32.93% |

|  | 6.04% |

|  | 0% |